# کراجوب‌کنار
کراجوبکنار، روستایی است از توابع بخش خرم‌آباد شهرستان تنکابن در استان مازندران ایران.

## جمعیت
این روستا در دهستان بلده قرار دارد و براساس سرشماری مرکز آمار ایران در سال ۱۳۸۵، جمعیت آن ۵۵۲ نفر (۱۵۱خانوار) بوده‌است.